# Ognevia niphona
Ognevia niphona är en insektsart som först beskrevs av Furukawa 1929.  Ognevia niphona ingår i släktet Ognevia och familjen gräshoppor. Inga underarter finns listade i Catalogue of Life.